# Charles Grosdemange
Charles Grosdemange ( 1861, Aurillac - 1930, Lyon) fue un naturalista francés, profesor de la Sociedad Hortícola de Soissons (Aisne).